# Ischiolepta peregovitsi
Ischiolepta peregovitsi är en tvåvingeart som beskrevs av Papp 2003. Ischiolepta peregovitsi ingår i släktet Ischiolepta och familjen hoppflugor.
Artens utbredningsområde är Nepal. Inga underarter finns listade i Catalogue of Life.